# Mittellegihütte
Die Mittellegihütte ist eine 3355 m ü. M. hoch gelegene Berghütte auf dem schmalen Nordost- beziehungsweise Mittellegigrat des Eigers, der zu beiden Seiten steil abfällt. 
Seit 1995 wird die Mittellegihütte bewartet.

## Baugeschichte
Die Mittellegihütte wurde 1924 mit Hilfe einer Spende über 10'000 Schweizer Franken des Grat-Erstbegehers Maki Yūkō gebaut. Die gesamten Baukosten betrugen 16'000 Schweizer Franken.

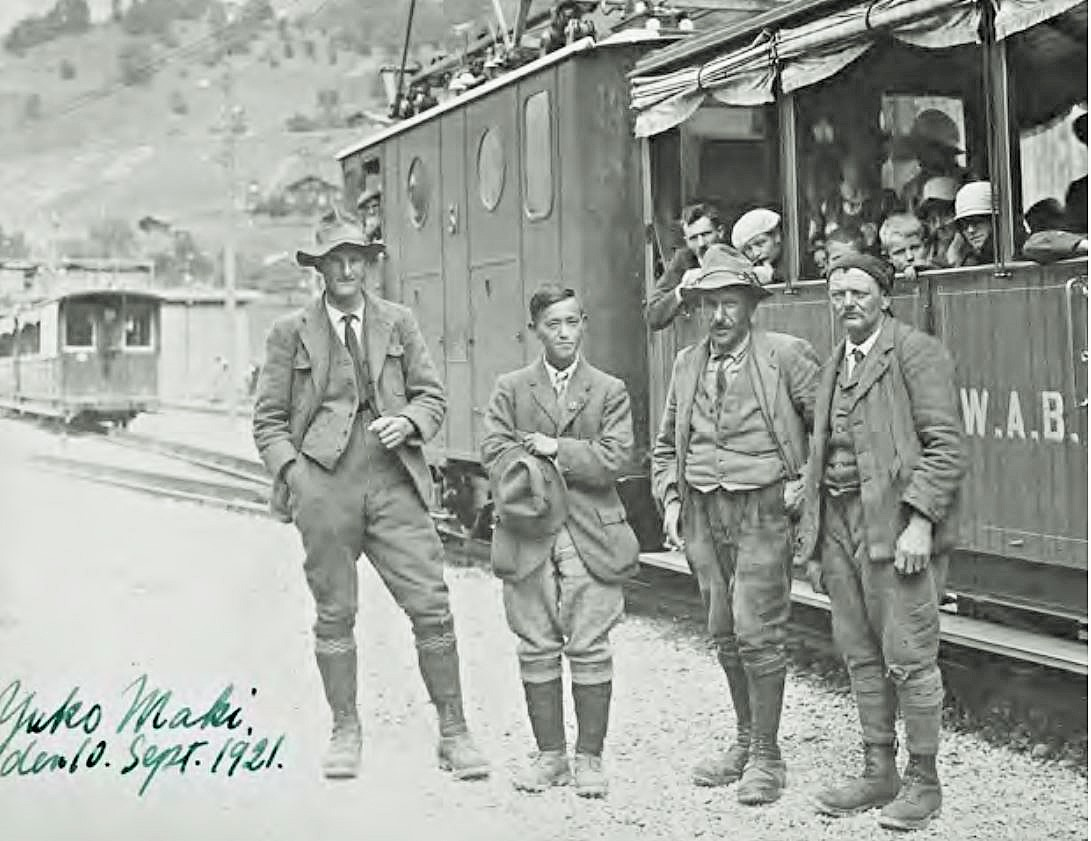
Die Erstbesteiger des Mittellegigrats am 10. September 1921 (von links): Samuel Brawand, Yuko Maki, Fritz Steuri, Fritz Amatter

Nach der Erbauung musste die Hütte erstmals 1986 renoviert werden. Sie bekam dabei neue Schindeln für das Dach und die Wände. Der ursprüngliche Zustand blieb jedoch unverändert. Da die vorhandenen 16 Plätze in der Hütte oft nicht ausreichten, wurde im selben Jahr etwas weiter östlich eine Biwakschachtel als Stahlrohrkonstruktion gebaut, die Platz für zwölf weitere Personen bietet und auch als Winterraum dient. 
2001 wurde die alte Mittellegihütte durch einen Neubau ersetzt. Die neue Hütte hat eine Kapazität von 30 Schlafplätzen, einen Aufenthaltsraum und ein Zimmer für die bewartende Person. 
Die alte Hütte wurde an einem Stück per Hubschrauber entfernt. Sie diente zuerst als Museumsobjekt bei der Station Eigergletscher der Jungfraubahn. 2011 wurde sie erneut versetzt und ist seither Teil des 2011 neu angelegten Erlebniswanderwegs Eiger Walk. Die Hütte steht als kleines Ausstellungsgebäude, in dem Bergsteigerausrüstung aus verschiedenen Epochen gezeigt wird, zwischen den Stationen Eigergletscher und Fallboden bei der Loucherflue.

## Alpinismus

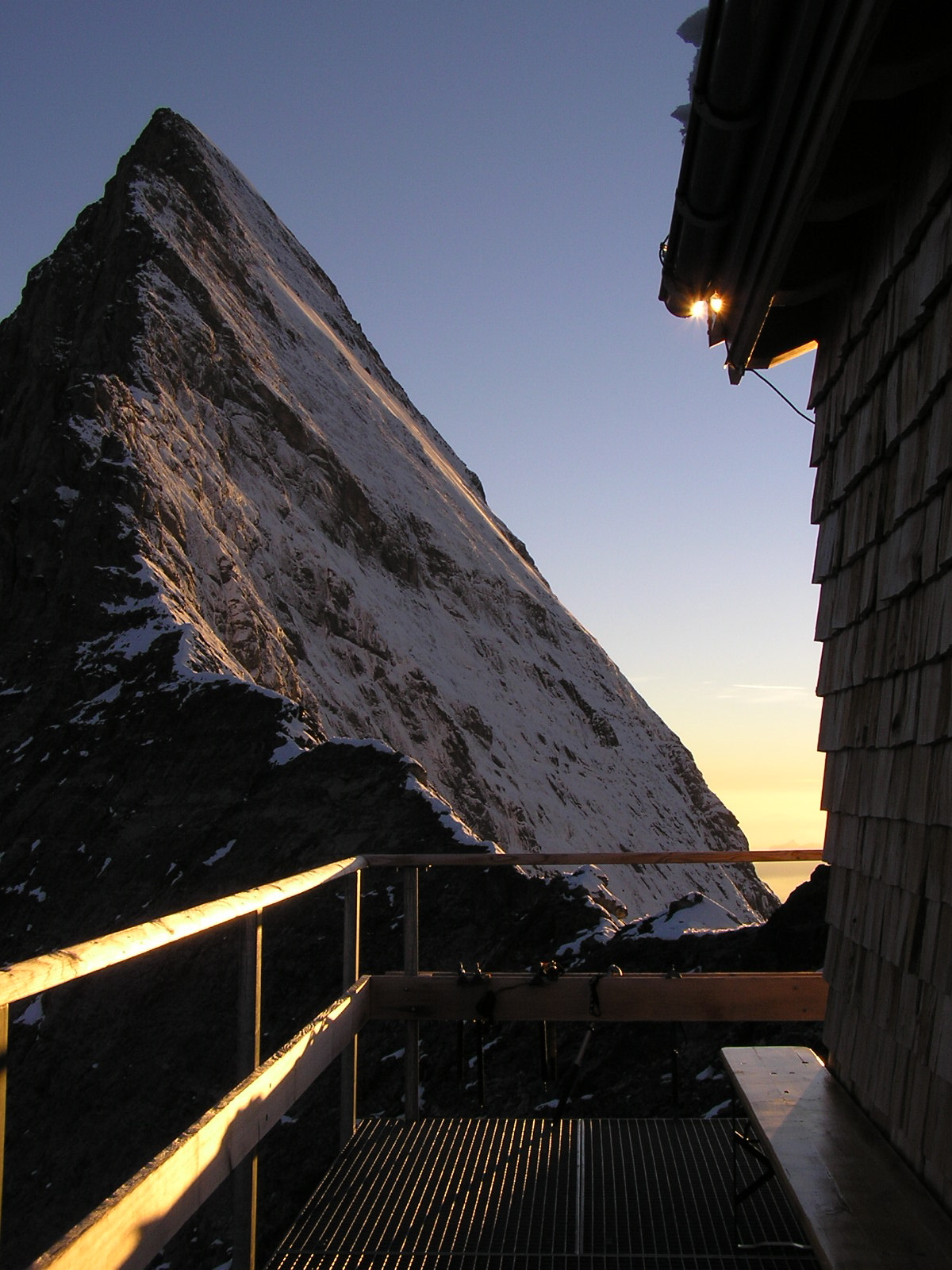
Blick über den Mittellegigrat zum Gipfel

### Zugang
- Mit der Jungfraubahn zur Station Eismeer und von dort über den Kallifirn, Dauer: 2,5 Stunden, Kletterei: III
- Mit der Luftseilbahn Grindelwald–Pfingstegg über Stieregg und bei Punkt 2'489 auf den Kallifirn, Kletterei: III

### Gipfel
- Eiger (3967 m ü. M.), Schwierigkeit: S (Schwierig), III, Dauer: 4–5 Stunden